# Ulf Jönsson
Ulf "Puh" Jönsson, född 25 december 1958, är en svensk före detta fotbollsspelare.
Jönsson spelade mittback i Halmstads BK åren 1980–1990 och gjorde 186 allsvenska matcher för klubben. 2008 blev han tränare för division sex-klubben Sperlingsholms IF och var under säsongen 2012 assisterande tränare i Skabersjö IF.
Han erhöll utmärkelsen HP:s Dribbler 1984.